# Barnabitenwald

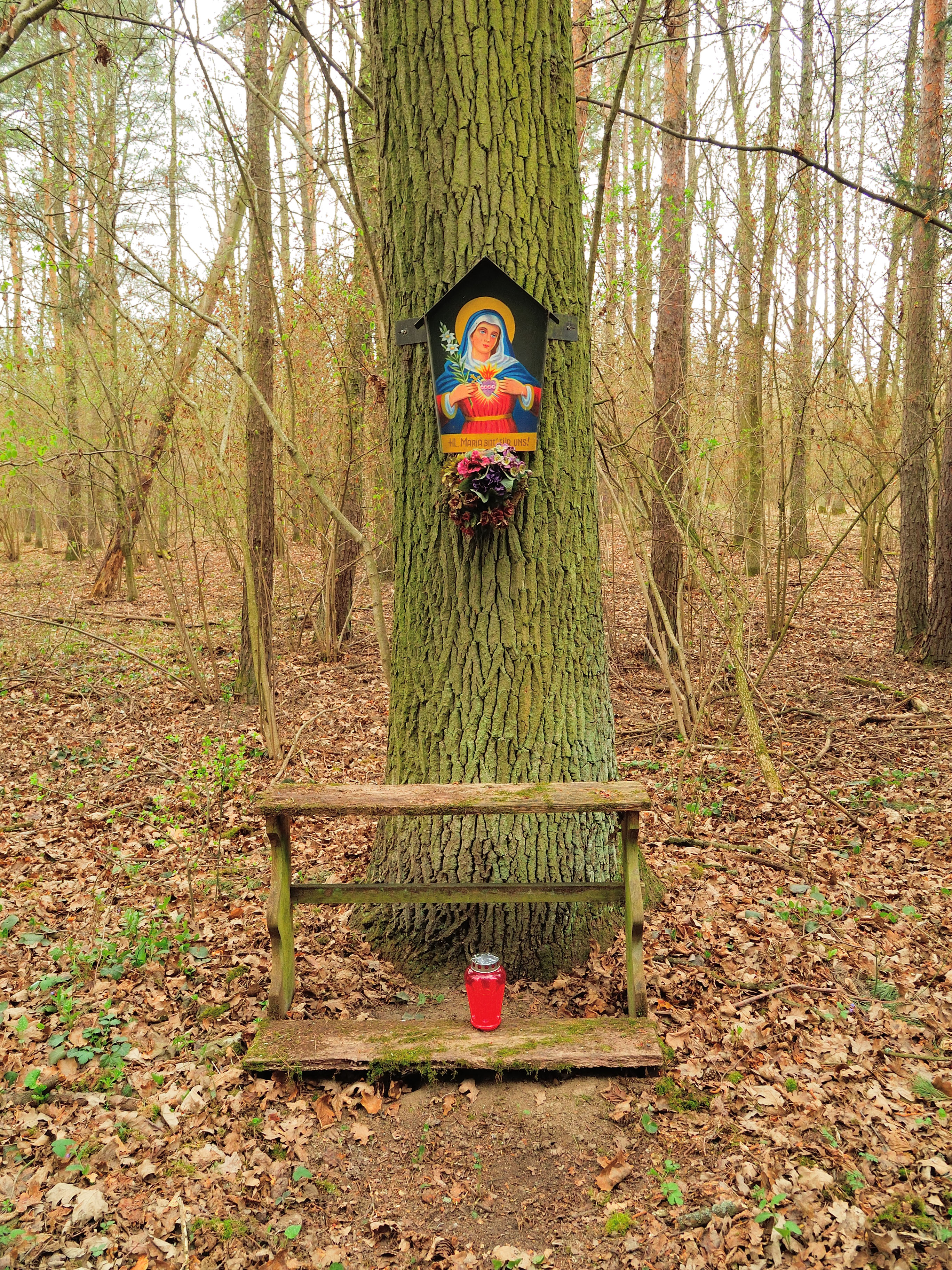
Bildbaum an der L3062 im Barnabitenwald (2012)

Der Barnabitenwald ist ein Waldgebiet in Mistelbach (Niederösterreich).

## Geografie
Der Barnabitenwald ist ein Teil des großen Waldgebietes zwischen Mistelbach im Süden, Poysdorf im Nordosten und Staatz im Nordwesten. Er liegt am östlichen Abhang des 290 Meter hohen Neubergs, wird im Norden vom Jägerkreuz und im Süden vom Wiegenwald begrenzt.
Er gehörte einst zum Barnabitenkolleg Mistelbach und ging mit der Aufhebung des Kollegs an die Gemeinde Mistelbach über.
Um den Barnabitenwald führt der Rundwanderweg Neuberg. An diesem Weg liegen die Sehenswürdigkeiten Kletzerkreuz, Wiegenkreuz und Jägerkreuz.